# My Happiness
«My Happiness» es una canción de la banda australiana de rock Powderfinger. Se lanzó a través de la discográfica Universal Music Group como sencillo el 21 de agosto de 2000 y se incluye en el cuarto álbum de estudio del grupo, Odyssey Number Five. Alcanzó el cuarto puesto de la lista de ventas australiana y fue la primera canción de la banda que ingresó a la lista estadounidense Alternative Airplay.
El líder de Powderfinger, Bernard Fanning, compuso «My Happiness» a modo de reflexión sobre el tiempo que la banda pasó de gira para promocionar su trabajo y la soledad que esto trajo consigo. Se inspiró en su amor por el gospel y la música soul. Pese a su tono melancólico, el tema se considera una canción romántica, algo que Fanning encuentra desconcertante.
«My Happiness» se lanzó como sencillo junto con «My Kind of Scene» como lado B en su versión en vinilo. Tuvo éxito desde el momento de su lanzamiento y entró a las listas de Australia y Nueva Zelanda. Ganó un ARIA Award y un APRA Award; llegó a la cima del Triple J Hottest 100 en 2000, como también llegó al puesto 27 de la edición del Hottest 100 of all Time de 2009. «My Happiness» recibió elogios de la crítica y hasta las reseñas negativas de Odyssey Number Five la destacaron sobre todo por su «pegadizo» estribillo. «My Kind of Scene» fue acogida también por la crítica de manera positiva. Uno de los puntos más sobresalientes de la gira de Powderfinger por Estados Unidos junto a Coldplay fue una interpretación del tema en el programa Late Show with David Letterman; fueron el cuarto grupo australiano en presentarse allí.

## Producción y contenido
«My Happiness» fue compuesta por Bernard Fanning, el cantante y compositor principal de Powderfinger. La canción habla sobre el amor y la separación; Pennie Dennison de la revista Sain comentó que describe «la sensación de languidez que uno experimenta cuando pasa tiempo lejos de la persona que ama». Fanning la llamó «una historia triste sobre las giras [de conciertos] y la soledad que conllevan». La larga duración de las giras tuvo su efecto en la banda y fue en su regreso que Fanning compuso la canción. Por esto, se sintió confundido de que se la considere una canción romántica.
«My Happiness» recibió ataques de algunos fanáticos por ser «como Lauryn Hill, sosa y aburrida, una mierda [del] Top 40»; el guitarrista Ian Haug lo refutó señalando que la canción es un ejemplo del nuevo nivel sentimental presente en la música de Powderfinger, mientras que Fanning fue más agresivo en su defensa. A modo de respuesta ante el hecho de que Peter Holmes, de The Sun Herald, lo etiquetara como «[un] señor infeliz» por sus letras de «My Happiness» y «These Days», Fanning señaló que las canciones podían interpretarse como melancólicas o como parte del «disco con más esperanza en salir a la venta [...] en mucho tiempo». La mayoría de las canciones de Fanning se inspiraron en música cuyos géneros diferían del tradicional rock, puesto que «My Happiness» contiene elementos atípicos de dicho género. Fue frecuente el uso del gospel y del soul como fuente de inspiración durante las sesiones de grabación para Odyssey Number Five, pues de acuerdo con el vocalista ambos estilos musicales tratan «desvergonzadamente [tópicos] sobre el amor y sobre lo bien que te hace sentir».
Powderfinger trabajó duro en dichas sesiones para asegurarse de que el álbum estuviera más pulido que Internationalist, su tercer álbum de estudio; el guitarrista Darren Middleton concluyó que «My Happiness», «The Metre» y «Up & Down & Back Again» estaban mejor «trabajadas» debido al esfuerzo de la banda. La suavidad de «My Happiness» en comparación con algunos de los primeros trabajos que compuso la banda, permitió que Fanning revelara su pasión por muchos otros músicos, como James Taylor—algo que «hace unos cinco años [...] hubiera dado vergüenza confesar».

## Giras y promoción

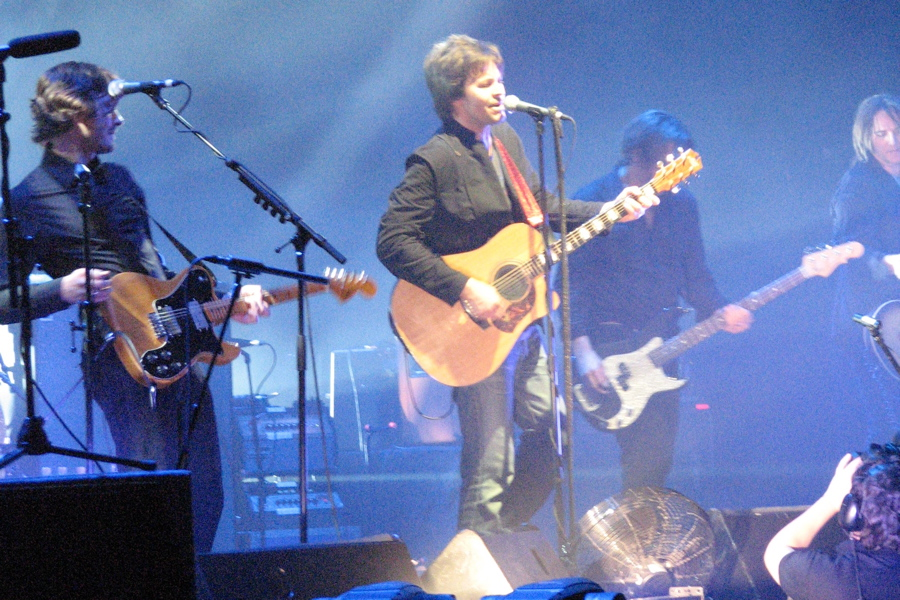
Powderfinger durante una presentación en directo en septiembre de 2007.

«My Happiness» recibió amplia difusión en la radio de Los Ángeles KROQ dos meses antes de su lanzamiento en Estados Unidos y Powderfinger firmó un contrato con la discográfica estadounidense Republic Recods como resultado de la popularidad de la canción. El periodista de Beat ironizó que la canción había recibido «un poquito» de radiodifusión. Aunque «My Happiness» se eliminó posteriormente de la lista de KROQ, otras emisoras de radio continuaron dándole prioridad alta.
La canción llegó al puesto 23 de la lista Alternative Airplay y fue esta la primera ocasión en que una canción de Powderfinger ingresó en una lista de Billboard. Según Susan Groves de la radio WHRL, parte del éxito de la canción provino del hecho de que muy poca gente sabía de la existencia de Powderfinger, pero «My Happiness» gustó porque es «melódica [y] bonita» —un cambio de lo que ella describía como «el rock del montón», popular en los Estados Unidos. Mientras tanto, los australianos estaban «comenzando a hartarse de "My Happiness"» —Cameron Adams de The Hobart Mercury consideró que esta fue una de las razones por las cuales el grupo decidió concentrarse en el mercado exterior.
Powderfinger tocó «My Happiness» en directo en el programa televisivo Late Show with David Letterman durante su gira por Estados Unidos junto a la banda inglesa de rock alternativo Coldplay. Cabe mencionar que fueron el cuarto grupo australiano (tras The Living End, Silverchair y Nick Cave) en presentarse allí. La banda también realizó conciertos promocionales gratuitos cerca de la fecha de lanzamiento del sencillo. En Europa, «My Happiness» recibió difusión durante aproximadamente cuatro semanas en el programa de videos musicales alemán Viva II y se agotaron las entradas para tres funciones seguidas de la banda en Londres.

## Video musical

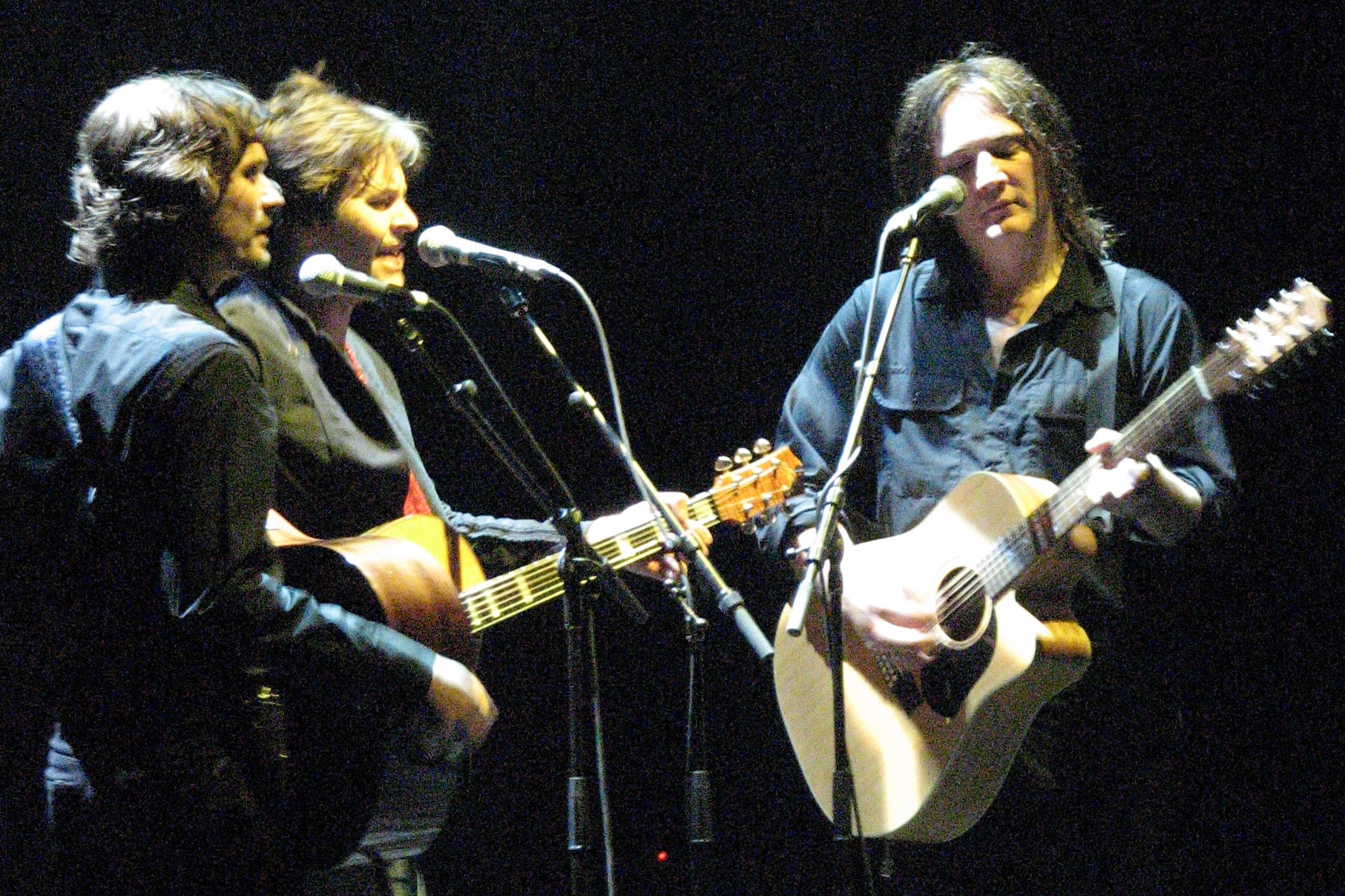
Los guitarristas Darren Middleton e Ian Haug junto al cantante Bernard Fanning durante una presentación en directo de la banda.

El video musical de «My Happiness» comienza en la estación de trenes de Roma Street en Brisbane, donde una pareja baja de un tren. Mientras salen, el varón se voltea para buscar algo, pero la mujer lo atrae hacia ella y se muestra que estaba mirando hacia un slinky. El slinky se baja del tren y pasa frente a Middleton, quien está disfrazado de artista callejero en la estación. Luego, se las ingenia para encontrar al hombre mientras enfrenta una serie de obstáculos en su camino, que incluyen cáscaras de fruta y una patineta. En medio de la canción, se dirige hacia una habitación donde Powderfinger está tocando «My Happiness». Permanece en un bar y la banda termina de tocar, aunque la música de fondo continúa. Cuando Powderfinger se va, Haug se lo lleva. El músico se sube a un auto y pone al slinky en la guantera, pero cuando realizan una curva cerrada cae hacia la calle. Aterriza cerca de la puerta de una casa y un chico se lo lleva allí dentro.
El video fue creado por Fifty Fifty Films, quienes habían trabajado en numerosos videos del grupo. Fue dirigido por Chris Applebaum, producido por Keeley Gould de A Band Apart y editado por Jeff Selis. Cameron Adams de The Courier Mail informó que tras el lanzamiento del video, las ventas de los resortes saltarines se incrementaron en forma espectacular.

## Lanzamiento y éxito comercial
«My Happiness» se puso a la venta como sencillo en Australia el 21 de agosto de 2000. Cuando le preguntaron cómo había elegido la fecha de lanzamiento, Fanning respondió en tono jocoso: «La fecha de lanzamiento está programada para coincidir con las Olimpíadas, cuando todos los turistas estén aquí [...] pueden pasar por HMV a conseguirlo». Al momento del lanzamiento del sencillo, el álbum anterior del grupo, Internationalist estaba todavía en el Top 50 de la ARIA Albums Chart, 95 semanas después de haber ingresado. El sencillo posee «My Kind of Scene» como lado B, canción que ya había recibido una gran difusión debido a que figura en la banda sonora de Misión: Imposible II. «My Happiness» figuró en un álbum compilatorio de Triple M titulado Triple M's New Stuff y en la recopilación de Kerrang!, Kerrang!2 The Album.
La canción ingresó en la lista de sencillos de la ARIA en el cuarto puesto —la posición más alta de una canción de Powderfinger en Australia— y pasó en total 24 semanas en la lista. Llegó al segundo puesto de la lista de sencillos de Queensland y alcanzó el séptimo lugar en la lista de sencillos de Nueva Zelanda, donde permaneció 23 semanas. «My Happiness» fue el primer sencillo de Powderfinger en ingresar a las listas estadounidenses y entró en el puesto 23 de Alternative Airplay. La canción ganó en la categoría de «sencillo del año» en los premios ARIA Awards y en la categoría de «canción del año» en los premios APRA Awards. Además, «My Happiness» llegó a la cima de la lista Triple J Hottest 100 en 2000 y figuró en el CD de aquel año de la lista. La revista Rolling Stone en su edición australiana nombró a «My Happiness» la «canción del año» en una encuesta de lectores. Además, el tema fue la 18.º canción más transmitida en radiodifusoras australianas en 2000.

## Recepción de la crítica

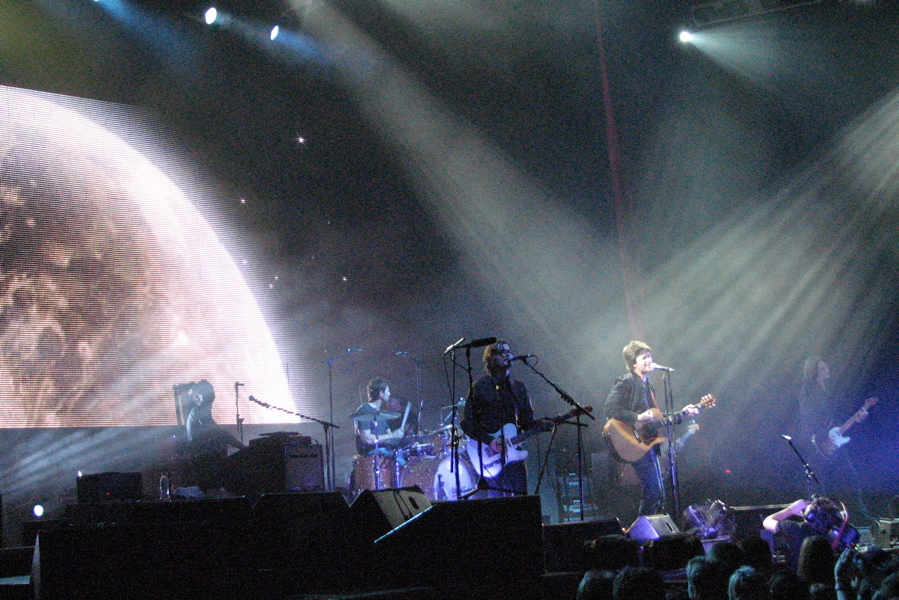
Richard Jinman de The Sydney Morning Herald se quejó de que «My Happiness» no era «tarareable» como los anteriores sencillos «Passenger» o «These Days». En la imagen se ve a la banda tocando esta última.

«My Happiness» tuvo en general buena crítica. Cameron Adams de The Herald Sun comentó que la canción no decepcionó y siguió la tendencia de los excelentes primeros sencillos de Powderfinger y citó a «Pick You Up» y «The Day You Come» como ejemplos. Elogió la estructura del tema y afirmó que «las estrofas casi chocan con los estribillos». Adams también expresó su sorpresa ante el hecho de que «My Kind of Scene» se lanzara únicamente como lado B. Chad Watson de The Newcastle Herald la describió como una mezcla de guitarra eléctrica y acústica y «un estribillo sobrio pero cálidamente pegadizo». Pese a que la llamó «un gran himno del rock, marca registrada», Richard Jinman de The Sydney Morning Herald se quejó de que «My Happiness» no era «tarareable» como los anteriores sencillos «Passenger» o «These Days». Devon Powers de PopMatters la describió, junto a «Waiting for the Sun» como «aburridas». La reseña de The Evening Mail coincidió; mencionó que, si bien suena exuberante, no logra «realmente hacer que te incorpores y le prestes atención».
En su reseña mayoritariamente negativa de Odyssey Number Five, Dean Carlson de Allmusic la consideró una de las mejores canciones del disco debido a su riff, que Powderfinger tocó «mejor que la mayoría de las bandas de su tamaño». Adams también disfrutó la «guitarra vacilante», a la vez que Christie Eliszer de Sain aprobó «el rasgueo acústico» del tema, pero Michael Duffy de The Advertiser dijo que la canción era «una obra familiar de indie de guitarras melancólicas que está pulida, pero es prosaica». Reservó sus elogios para «My Kind of Scene», descrita como similar a lo mejor de Internationalist. Darren Bunting mencionó en el Hull Daily Mail que «My Happiness» es la mejor canción de Odyssey Number Five y elogió sus «canto flotante, letra sentida y guitarra campaneante». Marc Weingarten de Entertainment Weekly comentó que en la canción, «el corazón pesaroso de Fanning se desgarra al rasguear y arañar [estas] guitarras».

## Posición en las listas
| Listas                               | Posición más alta |
| ------------------------------------ | ----------------- |
| Australia (ARIA Charts)              | 4                 |
| Nueva Zelanda (RIANZ Singles Chart)  | 7                 |
| Estados Unidos (Alternative Airplay) | 23                |

## Premios y reconocimientos
| Año  | Organización | Ceremonia         | Premio           | Resultado  |
| ---- | ------------ | ----------------- | ---------------- | ---------- |
| 2000 | Triple J     | Hottest 100       | -                | Número uno |
| 2001 | APRA         | APRA Awards       | Canción del año  | Ganador    |
| 2001 | ARIA         | ARIA Music Awards | Sencillo del año | Ganador    |

## Lista de canciones
Todas las canciones escritas y compuestas por Powderfinger. 
| Sencillo (CD) |                     |          |  |
| N.º           | Título              | Duración |  |
| 1.            | «My Happiness»      | 4:39     |  |
| 2.            | «My Kind of Scene»  | 4:38     |  |
| 3.            | «Nature Boy»        | 3:38     |  |
| 4.            | «Odyssey #1» (demo) | 4:09     |  |

## Créditos
| Powderfinger - Bernard Fanning – Voz, pandereta - Darren Middleton – Guitarra y armonías vocales - Ian Haug – Guitarra - John Collins – bajo eléctrico - Jon Coghill – Batería y percusión | Producción - Nick DiDia – productor, ingeniero de sonido y mezcla - Matt Voigt – ingeniero asistente - Anton Hagop – ingeniero asistente - Stewart Whitmore – edición digital - Stephen Marcussen – masterización - Anton Hagop – productor asistente - Kevin Wilkins – dirección artística y fotografía |